# Johan Rolott
Johan Rolott var en svensk militär död i slaget vid Negroponte 1688

## Biografi
Johan Rolott var son till rådmannen i Gävle Lars Larsson Björkman. Han besökte trivialskolan där och gymnasiet från 1673 där han torde fått musikutbildning. Han inskrevs vid Uppsala universitet i februari 1675 som Johannes Björkman från Gävle. Han blev filosofie magister på avhandlingen Tracatus historico-politicus de professoris academicis del 1-2, 1682 under namnet Johannes Rolott. 1687 blev han generaladjutant hos den svensk-tyske fältmarskalken Otto Wilhelm Königsmarck i det peloponnesiska kriget,vilken samma år lät bombardera Parthenon i Aten. Rolott dog i slaget vid Negroponte 1688.
Under Uppsalatiden lät han bland annat  trycka en bröllopsdikt med musik "Altså må man triumphera, wår brudgum har wunnit wist" för bröllopet i Lövstabruk  25 november 1677 mellan Andreas Båll och Anna Leufstadia.